# Szécsi Antal (helytörténész)
Szécsi Antal (Galac, 1938. május 12.–) erdélyi magyar helytörténetíró.

## Életútja, munkássága
Székelykeresztúron szerzett tanítói diplomát (1955), utána egy évig pioníroktató volt Ditróban, 1956–80 között tanár, iskolaigazgató Vargyason, illetve 1960–63 között Felsőrákoson. Közben látogatás nélküli tagozaton román szakos tanári diplomát szerzett a BBTE-n (1965).
400 éves vargyasi iskoláját a közösségi és művelődési munka mellett a helyi fafaragás és bútorfestés hagyományainak felelevenítéséért is Kovászna megye kitűnő iskolái között tartották számon. 1980-ban leváltották az igazgatóságtól. Ekkor másfél évig községi párttitkár- és polgármester-helyettes volt (ez idő alatt indult meg a vargyasi Daniel-kastély renoválása), majd visszatért a tanügybe: 1982–90 között a Hargita megyei Bikafalván, 1990–2003 között Székelyudvarhelyen, a Bethlen Gábor Általános Iskolában tanított.
Munkájával kapcsolatos beszámolóit, pedagógiai tapasztalatokat összegező cikkeit 1964-től a Tanügyi Újság, Megyei Tükör, Tribuna Şcolii, Hargita, A Hét, 1990 után a Közoktatás közölte. Id. Sütő Béla fafaragóról a Művelődésben közölt személyes emlékekben gazdag írást (1983/11), iskolája évfordulójáról a Korunkban jelent meg cikke (A vargyasi iskola krónikája. 1984/8), Borbáth Károlyra előbb az Udvarhelyszék című lap hasábjain (2000. április 29.) emlékezett, majd – a kortársak visszaemlékezéseit is idézve – megírta részletes életrajzát, s önálló kötetbe gyűjtötte össze hátrahagyott tanulmányait („…Maga-felejtő sorsunk halk tudója…” Borbáth Károly élete és munkássága. Székelyudvarhely, 2008).

## Kötetei
- Falu a Látóhegy alatt. Vargyas község monográfiája (Székelyudvarhely, 2005);[2]
- Kapuállítók hitével. Egy pedagógus életútja (Székelyudvarhely, 2007)
- "...Maga-felejtő sorsunk halk tudója...". Borbáth Károly élete és munkássága; Udvarhelyszék Kulturális Egyesület–Hargita Megyei Hagyományőrzési Forrásközpont, Székelyudvarhely, 2008
- Borbáth Károly történész, a "lábon járó lexikon"; Gaál Mózes Közművelődési Egyesület, Barót–Tortoma, 2016 (Híres emberek)